# San Terenzo

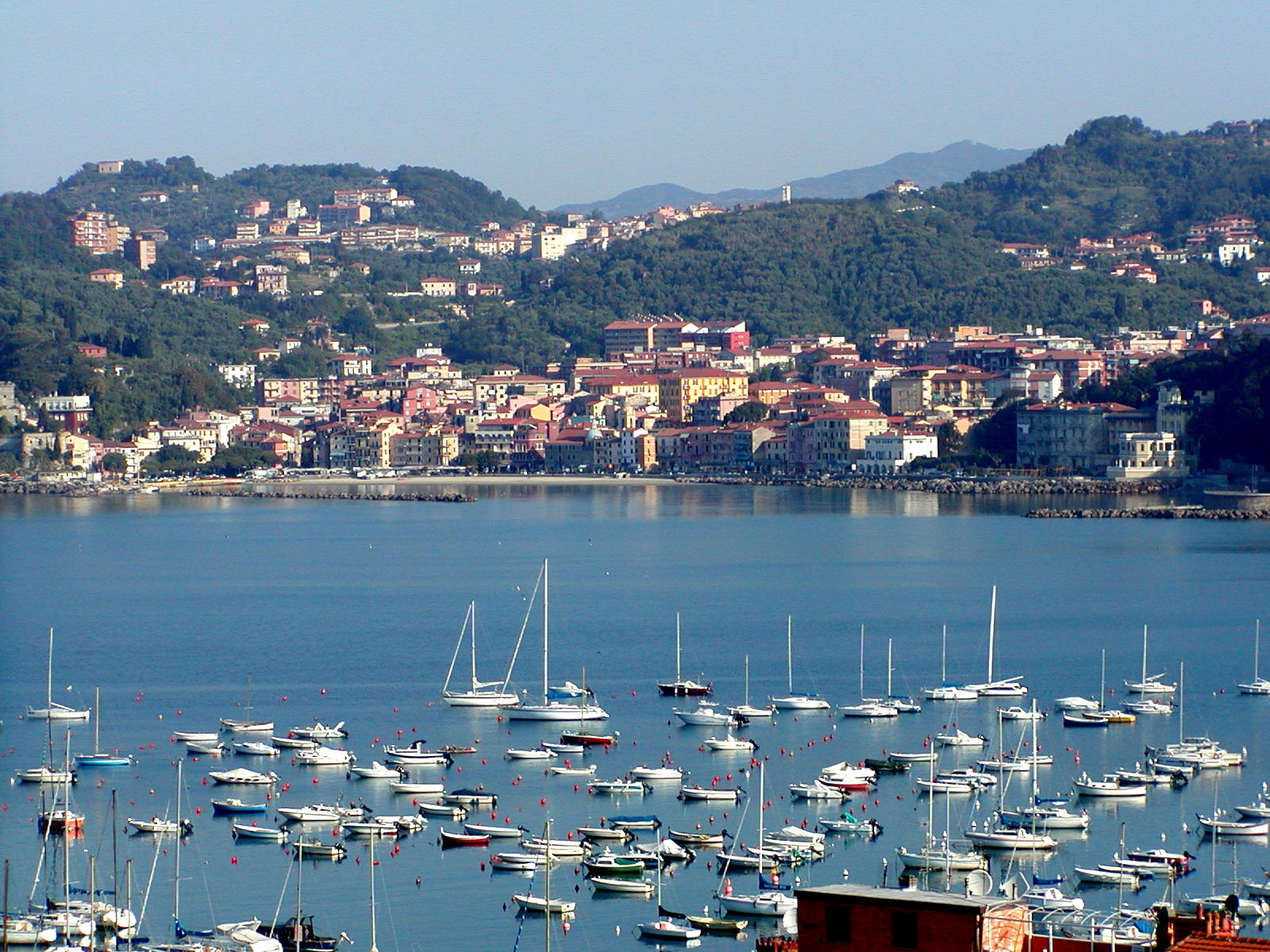
San Terenzo

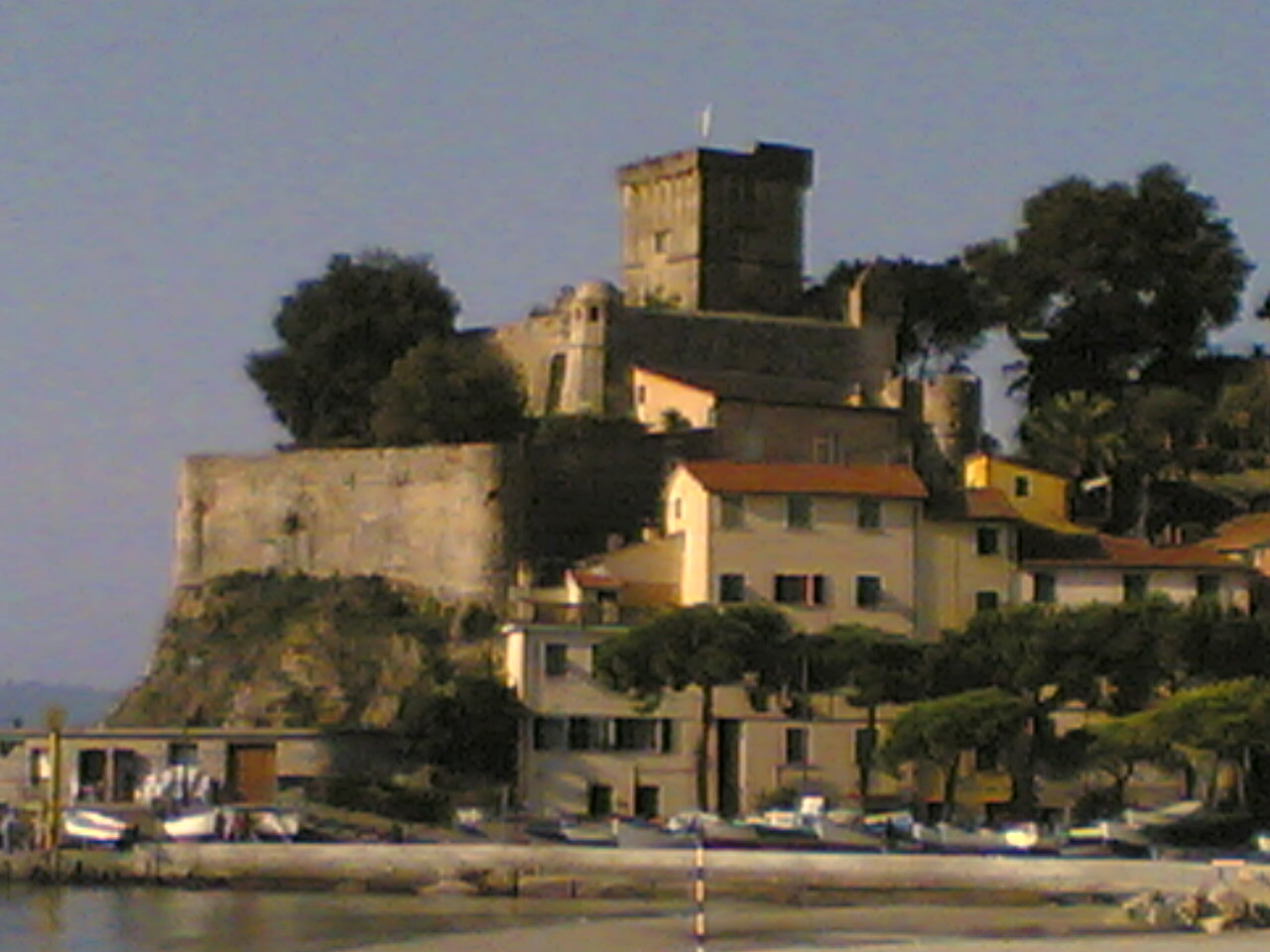
Castello di San Terenzo

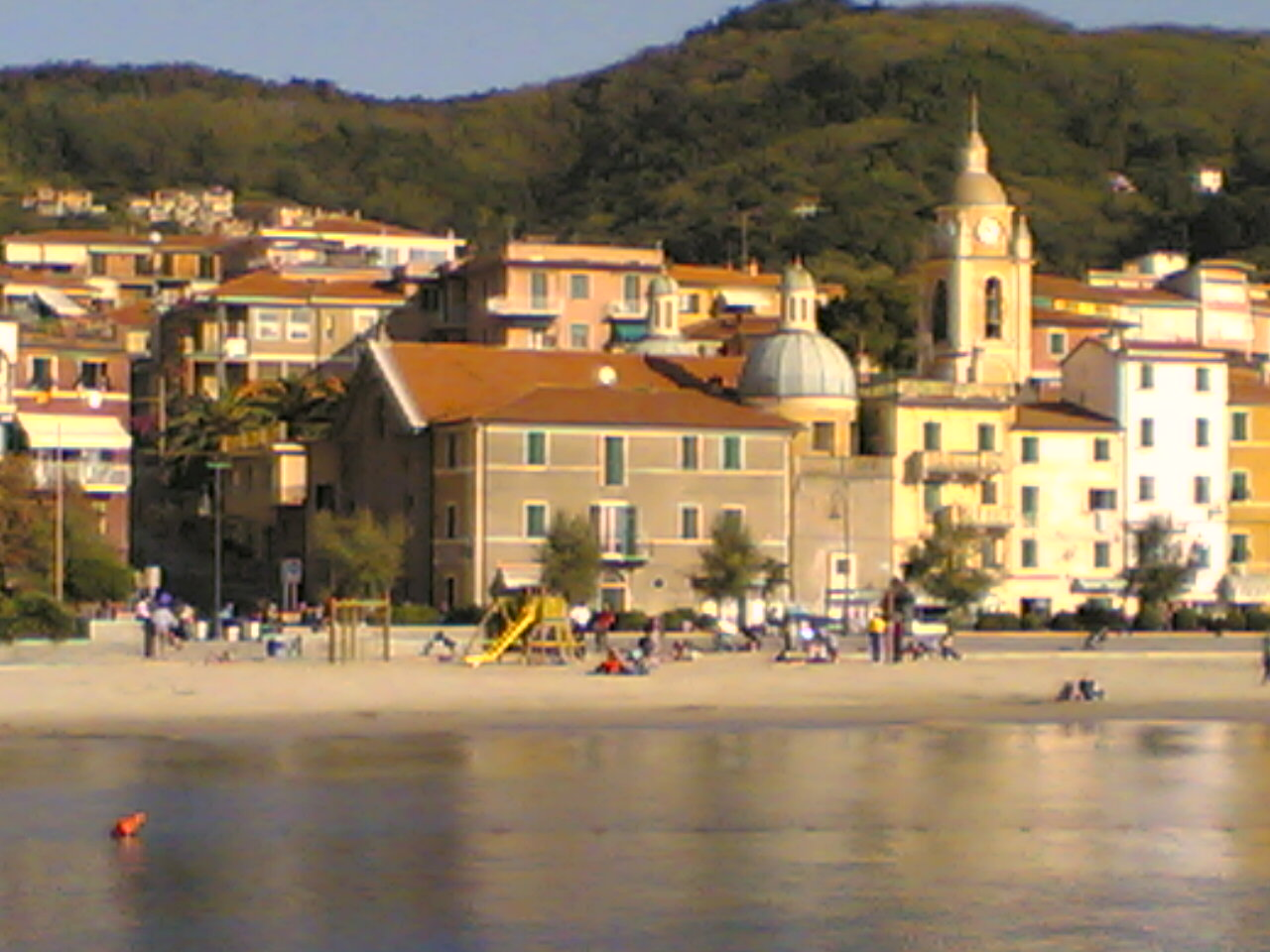
Kirche Santa Maria Vergine

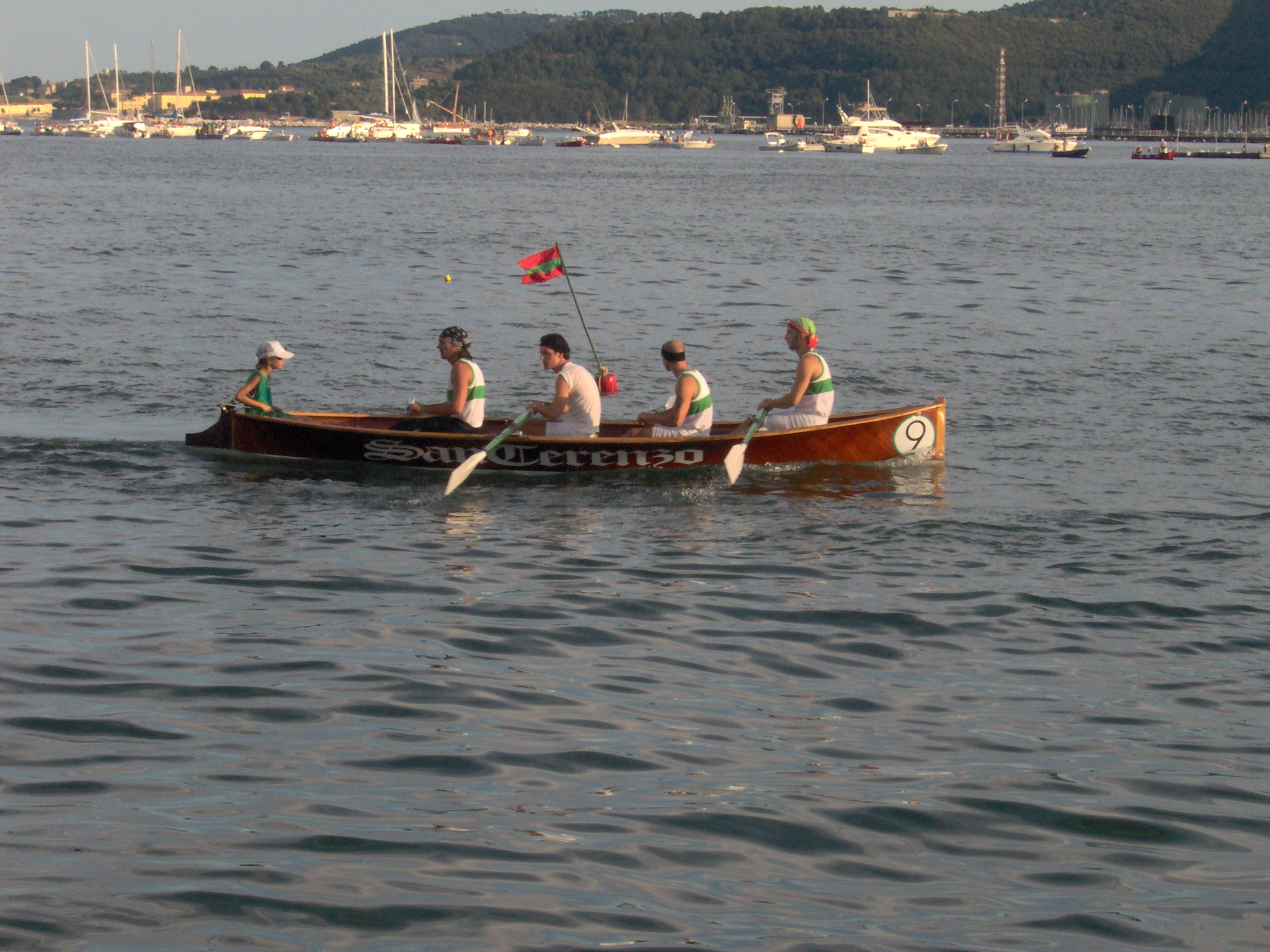
Rudermannschaft von San Terenzo

San Terenzo ist ein italienisches Dorf in der ligurischen Provinz La Spezia und ist zugleich ein Ortsteil (Frazione) der Gemeinde (Comune) von Lerici.

## Lage
San Terenzo liegt 1 km von Lerici entfernt. Man erreicht den Ort über die Staatsstraße SP 331 entweder vom 5 km entfernten La Spezia oder von Sarzana aus. Der Ort selbst liegt direkt am Meer und besitzt einen kleinen Hafen. Nach Westen schließt der Ort mit dem mittelalterlichen Kastell ab. Vor der Uferpromenade liegt ein kleiner Sandstrand. Nach Osten begrenzt den Ort ein Hügel mit steilen Abhängen, auf dem das Anwesen der Villa Marigola liegt.

## Namensherkunft
San Terenzo erhielt seinen heutigen Namen im Mittelalter. Das älteste Dokument, das den Ort als Santo Terencio bezeichnet, stammt vom 6. März 1218. Legendärer Namenspatron ist ein reicher Pilger aus der Spätantike, der von Schottland kommend nach einem Schiffbruch hier an die Küste gelangte. Er beschenkte die Einwohner des Ortes reichlich mit materiellen und geistigen Gütern und soll schließlich Bischof von Luni geworden sein. Er setzte dann seine Reise nach Rom fort, wurde aber von Banditen überfallen und getötet. Sein Leichnam wurde in San Terenzo ai Monti, einem Ortsteil von Fivizzano in der nahe gelegenen Provinz Massa-Carrara, beigesetzt. Die genaue Chronologie dieser Ereignisse ist allerdings nicht belegt.

## Geschichte
Die Geschichte von San Terenzo reicht zurück bis in die Antike. In römischer Zeit hieß der Ort Portus Dei, später Portiolo, das etymologisch als Olivenhafen gedeutet werden kann. Im Mittelalter war der Ort ein wichtiger Treffpunkt für Pilger und erreichte große Bedeutung aufgrund eines Hospitals, das hier seinen Sitz hatte. Das Kastell, das die Bewohner als Verteidigungsanlage gegen Piratenangriffe auf einer Klippe über dem Meer errichteten, stammt ebenfalls aus dem Mittelalter. Die Kirche Santa Maria Vergine wurde um 1600 auf dem Fundament eines antiken Gebäudes errichtet und befindet sich im Zentrum des Orts. Zwischen 1809 und 1819 wurde San Terenzo Hauptquartier während der napoleonischen Ära.
1822 wohnten Percy Bysshe Shelley und Mary Shelley in der Villa Magni. Dort hielt sich im Sommer 1822 auch Lord Byron zu Besuch auf. Am 8. Juli 1822 geriet Shelley bei der Rückfahrt von Livorno mit seinem Segelboot in einen Sturm und ertrank. Byron ließ den Leichnam am Strand von Viareggio verbrennen, wo der Körper angeschwemmt worden war. Die Popularität von Shelley und Byron führte zu der Bezeichnung Golfo dei Poeti (Golf der Dichter) für den Golf von La Spezia und zog Touristen und Schriftsteller an. In den nachfolgenden Jahrzehnten kamen weitere Prominente nach San Terenzo, darunter Arnold Böcklin, Paolo Mantegazza, David Herbert Lawrence, Virginia Woolf und Gabriele D’Annunzio.

## Traditionen
Wassersportler aus San Terenzo nehmen jedes Jahr am ersten Sonntag im August am Palio del Golfo teil, einem Ruderwettbewerb im Golf von La Spezia, bei dem auch die Mannschaften von La Spezia, Lerici, Porto Venere, Tellaro, Canaletto, Le Grazie, Fezzano, Cadimare, Marola, Fossamastra, Muggiano und Venere Azzurra vertreten sind. Der Palio ist Teil der Festa del Mare, einer Schiffsschau der angrenzenden Gemeinden.